# Середа, Григорий Кузьмич
Григорий Кузьмич Середа (укр. Григорій Кузьмич Середа; 25 ноября 1925 года, Большая Даниловка — 18 ноября 1995 года, Харьков) — видный советский психолог, ученик П. И. Зинченко, представитель и один из лидеров послевоенного поколения Харьковской школы психологии.

## Биография
Родился 25 ноября 1925 года в селе Большая Даниловка. Из-за войны школу не окончил, был в 1942 году отправлен на принудительные работы в Германию. В 1945 году возвращается на родину. Окончив вечернюю школу в 1948 году поступает на филологический факультет Харьковского государственного университета. После его окончания в течение 10 лет работает учителем русского языка и литературы в Купянске.
В это время увлекается психологией. Под покровительством П. И. Зинченко в 1963 году поступает в аспирантуру на кафедре психологии Харьковского государственного университета. Под руководством П. И. Зинченко выполняет кандидатскую диссертацию на тему «Непроизвольное запоминание и обучение» (НИИ общей и педагогической психологии АПН СССР, Москва, 1967). Докторская диссертация — «Память и деятельность (теоретическое и экспериментальное изучение природы человеческой памяти как функциональной психологической системы)» (Институт психологии АН СССР, Москва, 1985). С 1969 года до последних дней своей жизни заведует кафедрой психологии ХГУ.
Погиб 18 ноября 1995 года в автокатастрофе.

## Научная деятельность
Разрабатывал проблематику психологии памяти. Развивая достижения советской школы психологии памяти (Выготский, Леонтьев, Смирнов, П. Зинченко, и др.), предложил футурогенную модель памяти.

## Основные публикации
Основные положения его концепции, касающиеся психологической природы памяти, её роли в обучении, разных видах деятельности, изучения специфических эффектов памяти (интерференции, реминисценции и т. д.), проблемы связи памяти с функциональной асимметрией мозга изложены в почти 120 печатных научных работах. Главными из них являются: учебник по инженерной психологии (автор и редактор), учебник «Общая психология» под редакцией А. В. Петровского (автор главы «Память»), раздел «память и обучение» в книге «Психология и обучение» под редакцией Б. Ф. Баева.

### Память и обучение (1960-е)
- Зинченко П. И., Середа Г. К. (1964). Непроизвольная память и обучение // Сов. педагогика. 1964. № 12
- Середа Г. К. (1967). Проблемы памяти и обучения. Вопросы психологии, 1967, № 1, С. 115—126.
- Середа Г. К. (1969). О структуре учебной деятельности, обеспечивающей высокую продуктивность непроизвольного запоминания.— В кн.: Проблемы психологии памяти. Харьков, 1969, с. 12—20.

### Инженерная психология и теория обработки информации (1970-е)
- Середа Г. К., Снопик Б. И. (1970). К проблеме единства механизмов кратковременной и долговременной памяти.— Вопросы психологии, 1970, № 6, с. 60—74.
- Середа Г. К., Бочарова С. П., Репкина Г. В., и др. Инженерная психология. Под редакцией Середы Г. К.. Киев. Изд-во Вища школа, 1976, 308с.

### Новый (футурогенный) подход к пониманию природы памяти (1970-80е)
- Середа Г. К. (1973). О новом подходе к пониманию психологической природы памяти. — «Вестник Харьковского университета. Психология», 1973, вып. 6.
- Середа Г. К. (1975). К вопросу о соотношении основных понятий в концепции «Память — Деятельность» (недоступная ссылка) // Вестник Харьковского университета. Вып. 8. 1975; Психологический журнал Международного университета природы, общества и человека «Дубна». № 2, 2009 (недоступная ссылка).
- Середа Г. К. (1978). Новый подход к пониманию природы памяти и теория функциональных систем. Вестник Харьковского ун-та, № 171, 1978, 3 — 7.
- Середа Г. К. (1979). К проблеме соотношения основных видов памяти в концепции «Деятельность — Память — Деятельность» (недоступная ссылка) // Психологический журнал Международного университета природы, общества и человека «Дубна». № 2, 2009 (недоступная ссылка).
- Середа Г. К. (1983). Память как механизм системной организации индивидуального опыта.— Вестник Харьковского ун-та Психология, 1983, с. 10—17.
- Середа Г. К. (1984). Теоретическая модель памяти как механизма системной организации индивидуального опыта (недоступная ссылка) // Психологический журнал Международного университета природы, общества и человека «Дубна». № 2, 2009 (недоступная ссылка).
- Середа Г. К. (1985). Что такое память? // Психологический журнал.- 1985.- № 6. — In English:
  - Sereda, G. K. (1985/1994). What is memory? Journal of Russian and East European Psychology, 1994, 32(2), 9-22
- Середа Г. К. (1989). Функциональная асимметрия мозга и память (факты и гипотезы). Вестник Харьковского ун-та, 1989, № 337. Психология личности и познавательных процессов.

### История психологии (1980-90е)
- Середа, Г. К. (1984). О значении научного вклада П. И. Зинченко в развитие психологии памяти. Вопросы психологии, 1984, № 6. — In English:
  - Sereda, G. K. (1985). The scientific contribution of P.I. Zinchenko to the development of the psychology of memory (On his 80th birthday). Soviet psychology, 1985, 24(1), 24-34.
  - Sereda, G. K. (1994). The significance of P.I. Zinchenko’s scientific comtribution to the development of the psychology of memory (On his 80th birthday). Journal of Russian and East European Psychology, 1994, 32(2), 23-32
- Лактионов, А. Н., Середа, Г. К. (1993). Деятельностная парадигма и вопросы памяти в трудах П. И. Зинченко. Вопросы психологии, 1993, № 4.
- Sereda, G. K. (1994). The Kharkov school of psychology. Journal of Russian and East European Psychology, 1994, 32(2), 7-8

### Память и личность (1990-е)
- Середа Г. К. (1990). Проблема «память и личность» // Вестник Харьк. ун-та. № 344. 1990.
- Середа Г. К. (1990). Память и личность: реабилитация или постановка проблемы // Психология в балтийских республиках. Вильнюс, 1990. С. 70—73.
- Середа Г. К. (1993). Память и личность. Актуальные проблемы современной психологии: Материалы научных чтений посвященных 60-летию Харьковской психологической школы/ Отв. ред. Е. В. Заика. Харьков: ХГУ, 1993. С. 41 — 43.